# Urta Tagail
Urta Tagail (còn gọi là Yangi Qala) là một hòn đảo nhỏ nằm giữa sông Amu Darya ở Trung Á. Đảo hiện nay chịu sự quản lý của tỉnh Takhar, Afghanistan.
Năm 1925, cho rằng kênh chính của con sông đã dịch chuyển về phía nam của hòn đảo, đặt nó vào lãnh thổ của Liên Xô, quân đội Liên Xô đã chiếm đóng hòn đảo này. Bất chấp tuyên bố ngoại giao, người ta tin rằng hòn đảo này đã bị chiếm giữ nhằm ngăn chặn phiến quân người Uzbekistan vượt sông tấn công Liên Xô.
Kabul phản đối việc chiếm đóng này, và tranh chấp được đưa lên một ủy ban chung quyết định có lợi cho Afghanistan, và hòn đảo đã được trả lại cho chủ cũ.